# Coupe du monde de ski de fond 2016-2017
Navigation
2015-2016 2017-2018
La 36e édition de la Coupe du monde de ski de fond se déroule du 26 novembre 2016 au 19 mars 2017.
Le classement général est remporté par le Norvégien Martin Johnsrud Sundby, devant le Russe Sergueï Oustiougov et le Candaien Alex Harvey chez les messieurs, et la Norvégienne Heidi Weng devant la Finlandaise Krista Pärmäkoski et la Norvégienne Ingvild Flugstad Østberg chez les dames.

## Programme de la saison
| \| Ruka Lillehammer Davos Toblach Oberstdorf Val di Fiemme Drammen Oslo Falun La Clusaz Val Mustair Ulricehamn Otepaa \| Sites des compétitions en Europe |
| Ruka Lillehammer Davos Toblach Oberstdorf Val di Fiemme Drammen Oslo Falun La Clusaz Val Mustair Ulricehamn Otepaa                                        |

| Ruka Lillehammer Davos Toblach Oberstdorf Val di Fiemme Drammen Oslo Falun La Clusaz Val Mustair Ulricehamn Otepaa |

| \| PyeongChang Tioumen \| Sites des compétitions en Asie |
| PyeongChang Tioumen                                      |

| PyeongChang Tioumen |

| \| Québec \| Sites des compétitions en Amérique du Nord |
| Québec                                                  |

| Québec |

| \| Ruka Lillehammer Davos Toblach Oberstdorf Val di Fiemme Drammen Oslo Falun La Clusaz Val Mustair Ulricehamn Otepaa \| Sites des compétitions en Europe |
| Ruka Lillehammer Davos Toblach Oberstdorf Val di Fiemme Drammen Oslo Falun La Clusaz Val Mustair Ulricehamn Otepaa                                        |

| Ruka Lillehammer Davos Toblach Oberstdorf Val di Fiemme Drammen Oslo Falun La Clusaz Val Mustair Ulricehamn Otepaa |

| \| PyeongChang Tioumen \| Sites des compétitions en Asie |
| PyeongChang Tioumen                                      |

| PyeongChang Tioumen |

| \| Québec \| Sites des compétitions en Amérique du Nord |
| Québec                                                  |

| Québec |

## Attribution des points

### Individuel

#### Épreuve simple
| Place  | 1er | 2e | 3e | 4e | 5e | 6e | 7e | 8e | 9e | 10e | 11e | 12e | 13e | 14e | 15e | 16e | 17e | 18e | 19e | 20e | 21e | 22e | 23e | 24e | 25e | 26e | 27e | 28e | 29e | 30e |
| ------ | --- | -- | -- | -- | -- | -- | -- | -- | -- | --- | --- | --- | --- | --- | --- | --- | --- | --- | --- | --- | --- | --- | --- | --- | --- | --- | --- | --- | --- | --- |
| Points | 100 | 80 | 60 | 50 | 45 | 40 | 36 | 32 | 29 | 26  | 24  | 22  | 20  | 18  | 16  | 15  | 14  | 13  | 12  | 11  | 10  | 9   | 8   | 7   | 6   | 5   | 4   | 3   | 2   | 1   |

#### Étape du3-Days Tour(3) et duTour de Ski(7)
| Place  | 1er | 2e | 3e | 4e | 5e | 6e | 7e | 8e | 9e | 10e | 11e | 12e | 13e | 14e | 15e | 16e | 17e | 18e | 19e | 20e | 21e | 22e | 23e | 24e | 25e | 26e | 27e | 28e | 29e | 30e |
| ------ | --- | -- | -- | -- | -- | -- | -- | -- | -- | --- | --- | --- | --- | --- | --- | --- | --- | --- | --- | --- | --- | --- | --- | --- | --- | --- | --- | --- | --- | --- |
| Points | 50  | 46 | 43 | 40 | 37 | 34 | 32 | 30 | 28 | 26  | 24  | 22  | 20  | 18  | 16  | 15  | 14  | 13  | 12  | 11  | 10  | 9   | 8   | 7   | 6   | 5   | 4   | 3   | 2   | 1   |

#### Classement final du3-Days Tour(3 étapes)
| Place  | 1er | 2e  | 3e  | 4e  | 5e | 6e | 7e | 8e | 9e | 10e | 11e | 12e | 13e | 14e | 15e | 16e | 17e | 18e | 19e | 20e | 21e | 22e | 23e | 24e | 25e | 26e | 27e | 28e | 29e | 30e |
| ------ | --- | --- | --- | --- | -- | -- | -- | -- | -- | --- | --- | --- | --- | --- | --- | --- | --- | --- | --- | --- | --- | --- | --- | --- | --- | --- | --- | --- | --- | --- |
| Points | 200 | 160 | 120 | 100 | 90 | 80 | 72 | 64 | 58 | 52  | 48  | 44  | 40  | 36  | 32  | 30  | 28  | 26  | 24  | 22  | 20  | 18  | 16  | 14  | 12  | 10  | 8   | 6   | 4   | 2   |

#### Classement final duTour de Ski(7 étapes)
| Place  | 1er | 2e  | 3e  | 4e  | 5e  | 6e  | 7e  | 8e  | 9e  | 10e | 11e | 12e | 13e | 14e | 15e | 16e | 17e | 18e | 19e | 20e | 21e | 22e | 23e | 24e | 25e | 26e | 27e | 28e | 29e | 30e |
| ------ | --- | --- | --- | --- | --- | --- | --- | --- | --- | --- | --- | --- | --- | --- | --- | --- | --- | --- | --- | --- | --- | --- | --- | --- | --- | --- | --- | --- | --- | --- |
| Points | 400 | 320 | 240 | 200 | 180 | 160 | 144 | 128 | 116 | 104 | 96  | 88  | 80  | 72  | 64  | 60  | 56  | 52  | 48  | 44  | 40  | 36  | 32  | 28  | 24  | 20  | 16  | 12  | 8   | 4   |

#### Points Bonus
Des points bonus sont attribués pour le Trophée Audi-Quattro, pour rendre les épreuves attractives, au cours de plusieurs épreuves de la coupe du monde :

### Par équipe

#### Relais
| Place  | 1er | 2e  | 3e  | 4e  | 5e | 6e | 7e | 8e | 9e | 10e | 11e | 12e | 13e | 14e | 15e | 16e | 17e | 18e | 19e | 20e | 21e | 22e | 23e | 24e | 25e | 26e | 27e | 28e | 29e | 30e |
| ------ | --- | --- | --- | --- | -- | -- | -- | -- | -- | --- | --- | --- | --- | --- | --- | --- | --- | --- | --- | --- | --- | --- | --- | --- | --- | --- | --- | --- | --- | --- |
| Points | 200 | 160 | 120 | 100 | 90 | 80 | 72 | 64 | 58 | 52  | 48  | 44  | 40  | 36  | 32  | 30  | 28  | 26  | 24  | 22  | 20  | 18  | 16  | 14  | 12  | 10  | 8   | 6   | 4   | 2   |

#### Sprint
| Place  | 1er | 2e | 3e | 4e | 5e | 6e | 7e | 8e | 9e | 10e | 11e | 12e | 13e | 14e | 15e | 16e | 17e | 18e | 19e | 20e | 21e | 22e | 23e | 24e | 25e | 26e | 27e | 28e | 29e | 30e |
| ------ | --- | -- | -- | -- | -- | -- | -- | -- | -- | --- | --- | --- | --- | --- | --- | --- | --- | --- | --- | --- | --- | --- | --- | --- | --- | --- | --- | --- | --- | --- |
| Points | 100 | 80 | 60 | 50 | 45 | 40 | 36 | 32 | 29 | 26  | 24  | 22  | 20  | 18  | 16  | 15  | 14  | 13  | 12  | 11  | 10  | 9   | 8   | 7   | 6   | 5   | 4   | 3   | 2   | 1   |

## Classements

### Classements généraux
| Rang | Nom                    | Points |
| ---- | ---------------------- | ------ |
| 1    | Martin Johnsrud Sundby | 1626   |
| 2    | Sergueï Oustiougov     | 1176   |
| 3    | Alex Harvey            | 1128   |
| 4    | Johannes Høsflot Klæbo | 884    |
| 5    | Matti Heikkinen        | 869    |
| 6    | Marcus Hellner         | 815    |
| 7    | Dario Cologna          | 788    |
| 8    | Niklas Dyrhaug         | 758    |
| 9    | Sjur Røthe             | 673    |
| 10   | Finn Hågen Krogh       | 660    |

| Rang | Nom                      | Points |
| ---- | ------------------------ | ------ |
| 1    | Heidi Weng               | 2032   |
| 2    | Krista Pärmäkoski        | 1618   |
| 3    | Ingvild Flugstad Østberg | 1517   |
| 4    | Stina Nilsson            | 1437   |
| 5    | Marit Bjørgen            | 1307   |
| 6    | Jessica Diggins          | 912    |
| 7    | Maiken Caspersen Falla   | 866    |
| 8    | Kerttu Niskanen          | 704    |
| 9    | Charlotte Kalla          | 660    |
| 10   | Laura Mononen            | 605    |

### Classements de Distance
| Rang | Nom                    | Points |
| ---- | ---------------------- | ------ |
| 1    | Martin Johnsrud Sundby | 1056   |
| 2    | Alex Harvey            | 588    |
| 3    | Matti Heikkinen        | 555    |
| 4    | Iivo Niskanen          | 475    |
| 5    | Niklas Dyrhaug         | 468    |

| Rang | Nom                      | Points |
| ---- | ------------------------ | ------ |
| 1    | Heidi Weng               | 951    |
| 2    | Marit Bjørgen            | 854    |
| 3    | Krista Pärmäkoski        | 807    |
| 4    | Ingvild Flugstad Østberg | 771    |
| 5    | Charlotte Kalla          | 491    |

### Classements de Sprint
| Rang | Nom                    | Points |
| ---- | ---------------------- | ------ |
| 1    | Johannes Høsflot Klæbo | 399    |
| 2    | Federico Pellegrino    | 363    |
| 3    | Sindre Bjørnestad Skar | 338    |
| 4    | Finn Hågen Krogh       | 323    |
| 5    | Sergueï Oustiougov     | 322    |

| Rang | Nom                      | Points |
| ---- | ------------------------ | ------ |
| 1    | Maiken Caspersen Falla   | 558    |
| 2    | Stina Nilsson            | 520    |
| 3    | Hanna Falk               | 359    |
| 4    | Heidi Weng               | 321    |
| 5    | Ingvild Flugstad Østberg | 306    |

### Classements du Trophée Audi Quattro
| Rang | Nation                 | Points |
| ---- | ---------------------- | ------ |
| 1    | Martin Johnsrud Sundby | 208    |
| 2    | Sergueï Oustiougov     | 190    |
| 3    | Alex Harvey            | 92     |
| 4    | Finn Hågen Krogh       | 68     |
| 5    | Andrey Larkov          | 66     |

| Rang | Nation                   | Points |
| ---- | ------------------------ | ------ |
| 1    | Stina Nilsson            | 164    |
| 2    | Heidi Weng               | 142    |
| 3    | Ingvild Flugstad Østberg | 131    |
| 4    | Krista Pärmäkoski        | 91     |
| 5    | Jessica Diggins          | 74     |

### Coupe des Nations
| Rang | Nation     | Points |
| ---- | ---------- | ------ |
| 1    | Norvège    | 13383  |
| 2    | Suède      | 7053   |
| 3    | Finlande   | 5817   |
| 4    | Russie     | 5711   |
| 5    | États-Unis | 3218   |

| Rang | Nation   | Points |
| ---- | -------- | ------ |
| 1    | Norvège  | 6793   |
| 2    | Russie   | 3737   |
| 2    | Suède    | 2877   |
| 3    | Finlande | 2273   |
| 5    | France   | 1791   |

| Rang | Nation     | Points |
| ---- | ---------- | ------ |
| 1    | Norvège    | 6590   |
| 2    | Suède      | 4176   |
| 3    | Finlande   | 3544   |
| 4    | États-Unis | 2510   |
| 5    | Russie     | 1974   |

### Globes de cristal et Titres mondiaux
| Disciplines        | Disciplines        | Globes de cristal      | Champions du monde  |
| ------------------ | ------------------ | ---------------------- | ------------------- |
| Général            | Général            | Martin Johnsrud Sundby |                     |
| Sprint             | Sprint             | Johannes Høsflot Klæbo | Federico Pellegrino |
| Sprint par équipes | Sprint par équipes |                        | Russie              |
| Relais             | Relais             | Norvège                |                     |
| D i s t a n c e    | Individuelle       | Martin Johnsrud Sundby | Iivo Niskanen       |
| D i s t a n c e    | Skiathlon          | Martin Johnsrud Sundby | Sergueï Oustiougov  |
| D i s t a n c e    | Départ en ligne    | Martin Johnsrud Sundby | Alex Harvey         |

| Disciplines        | Disciplines        | Globes de cristal      | Championnes du monde   |
| ------------------ | ------------------ | ---------------------- | ---------------------- |
| Général            | Général            | Heidi Weng             |                        |
| Sprint             | Sprint             | Maiken Caspersen Falla | Maiken Caspersen Falla |
| Sprint par équipes | Sprint par équipes |                        | Norvège                |
| Relais             | Relais             | Norvège                |                        |
| D i s t a n c e    | Individuelle       | Heidi Weng             | Marit Bjørgen          |
| D i s t a n c e    | Skiathlon          | Heidi Weng             | Marit Bjørgen          |
| D i s t a n c e    | Départ en ligne    | Heidi Weng             | Marit Bjørgen          |

## Calendrier et podiums

### Hommes

#### Épreuves individuelles
| N°                                                                      | Lieu                           | Date                           | Épreuve                        | Vainqueur              | Deuxième               | Troisième              | Leader du Général      |
| ----------------------------------------------------------------------- | ------------------------------ | ------------------------------ | ------------------------------ | ---------------------- | ---------------------- | ---------------------- | ---------------------- |
| 1                                                                       | Ruka                           | 26 novembre 2016               | Sprint Classique               | Pål Golberg            | Calle Halfvarsson      | Johannes Høsflot Klæbo | Pål Golberg            |
| 2                                                                       | Ruka                           | 27 novembre 2016               | 15 km Classique                | Iivo Niskanen          | Emil Iversen           | Martin Johnsrud Sundby | Calle Halfvarsson      |
| 3-Days Tour (2 au 4 décembre 2016)                                      |                                |                                |                                |                        |                        |                        |                        |
| 3                                                                       | Lillehammer                    | 2 décembre 2016                | Sprint Classique               | Calle Halfvarsson      | Emil Iversen           | Teodor Peterson        | Calle Halfvarsson      |
| 4                                                                       | Lillehammer                    | 3 décembre 2016                | 10 km Libre                    | Calle Halfvarsson      | Marcus Hellner         | Sergueï Oustiougov     | Calle Halfvarsson      |
| 5                                                                       | Lillehammer                    | 4 décembre 2016                | 15 km Classique (Poursuite)    | Matti Heikkinen        | Martin Johnsrud Sundby | Pål Golberg            | Calle Halfvarsson      |
| 3-Days Tour - Classement final                                          | 3-Days Tour - Classement final | 3-Days Tour - Classement final | 3-Days Tour - Classement final | Martin Johnsrud Sundby | Johannes Høsflot Klæbo | Matti Heikkinen        | Martin Johnsrud Sundby |
| Fin du 3-Days Tour                                                      |                                |                                |                                |                        |                        |                        |                        |
| 6                                                                       | Davos                          | 10 décembre 2016               | 30 km Libre                    | Martin Johnsrud Sundby | Anders Gløersen        | Matti Heikkinen        | Martin Johnsrud Sundby |
| 7                                                                       | Davos                          | 11 décembre 2016               | Sprint Libre                   | Sergueï Oustiougov     | Finn Hågen Krogh       | Sindre Bjørnestad Skar | Martin Johnsrud Sundby |
| 8                                                                       | La Clusaz                      | 17 décembre 2016               | 15 km Libre, (Mass-Start)      | Finn Hågen Krogh       | Martin Johnsrud Sundby | Alexander Legkov       | Martin Johnsrud Sundby |
| Tour de Ski 2016-2017 (31 décembre 2016 au 8 janvier 2017)              |                                |                                |                                |                        |                        |                        |                        |
| 9                                                                       | Val Mustair                    | 31 décembre 2016               | Sprint Libre                   | Sergueï Oustiougov     | Federico Pellegrino    | Finn Hågen Krogh       | Martin Johnsrud Sundby |
| 10                                                                      | Val Mustair                    | 1er janvier 2017               | 10 km Classique                | Sergueï Oustiougov     | Martin Johnsrud Sundby | Didrik Tønseth         | Martin Johnsrud Sundby |
| 11                                                                      | Oberstdorf                     | 3 janvier 2017                 | 20 km Skiathlon                | Sergueï Oustiougov     | Martin Johnsrud Sundby | Dario Cologna          | Martin Johnsrud Sundby |
| 12                                                                      | Oberstdorf                     | 4 janvier 2017                 | 15 km Libre (Poursuite)        | Sergueï Oustiougov     | Martin Johnsrud Sundby | Alex Harvey            | Martin Johnsrud Sundby |
| 13                                                                      | Dobbiaco                       | 6 janvier 2017                 | 10 km Libre                    | Sergueï Oustiougov     | Maurice Manificat      | Simen Hegstad Krüger   | Martin Johnsrud Sundby |
| 14                                                                      | Val di Fiemme                  | 7 janvier 2017                 | 15 km Classique (Mass-Start)   | Martin Johnsrud Sundby | Sergueï Oustiougov     | Matti Heikkinen        | Martin Johnsrud Sundby |
| 15                                                                      | Val di Fiemme                  | 8 janvier 2017                 | 9 km Libre (Poursuite)         | Maurice Manificat      | Matti Heikkinen        | Hans Christer Holund   | Martin Johnsrud Sundby |
| Tour de Ski - Classement final                                          | Tour de Ski - Classement final | Tour de Ski - Classement final | Tour de Ski - Classement final | Sergueï Oustiougov     | Martin Johnsrud Sundby | Dario Cologna          | Martin Johnsrud Sundby |
| Fin du Tour de Ski                                                      |                                |                                |                                |                        |                        |                        |                        |
| 16                                                                      | Dobbiaco                       | 14 janvier 2017                | Sprint Libre                   | Sindre Bjørnestad Skar | Simeon Hamilton        | Johannes Høsflot Klæbo | Martin Johnsrud Sundby |
| 17                                                                      | Ulricehamn                     | 21 janvier 2017                | 15 km Classique                | Alex Harvey            | Martin Johnsrud Sundby | Marcus Hellner         | Martin Johnsrud Sundby |
| 18                                                                      | Falun                          | 28 janvier 2017                | Sprint Libre                   | Federico Pellegrino    | Emil Iversen           | Sindre Bjørnestad Skar | Martin Johnsrud Sundby |
| 19                                                                      | Falun                          | 29 janvier 2017                | 30 km Libre (Mass-Start)       | Emil Iversen           | Martin Johnsrud Sundby | Calle Halfvarsson      | Martin Johnsrud Sundby |
| 20                                                                      | PyeongChang                    | 3 février 2017                 | Sprint Classique               | Gleb Retivykh          | Sondre Turvoll Fossli  | Andrey Parfenov        | Martin Johnsrud Sundby |
| 21                                                                      | PyeongChang                    | 4 février 2017                 | 30 km Skiathlon                | Piotr Sedov            | Daniel Stock           | Mathias Rundgreen      | Martin Johnsrud Sundby |
| 22                                                                      | Otepää                         | 18 février 2017                | Sprint Libre                   | Johannes Høsflot Klæbo | Finn Hågen Krogh       | Sergueï Oustiougov     | Martin Johnsrud Sundby |
| 23                                                                      | Otepää                         | 19 février 2017                | 15 km Classique                | Martin Johnsrud Sundby | Iivo Niskanen          | Hans Christer Holund   | Martin Johnsrud Sundby |
| Lahti Championnats du monde de ski nordique (22 février au 5 mars 2017) |                                |                                |                                |                        |                        |                        |                        |
| 24                                                                      | Drammen                        | 8 mars 2017                    | Sprint Classique               | Eirik Brandsdal        | Johannes Høsflot Klæbo | Sergueï Oustiougov     | Martin Johnsrud Sundby |
| 25                                                                      | Oslo                           | 11 mars 2017                   | 50 km Classique (Mass-Start)   | Martin Johnsrud Sundby | Iivo Niskanen          | Alexander Bessmertnykh | Martin Johnsrud Sundby |
| Finales                                                                 |                                |                                |                                |                        |                        |                        |                        |
| 26                                                                      | Québec ,                       | 17 mars 2017                   | Sprint Libre                   | Alex Harvey            | Finn Hågen Krogh       | Richard Jouve          | Martin Johnsrud Sundby |
| 27                                                                      | Québec ,                       | 18 mars 2017                   | 15 km Classique (Mass-Start)   | Johannes Høsflot Klæbo | Niklas Dyrhaug         | Alexander Bessmertnykh | Martin Johnsrud Sundby |
| 28                                                                      | Québec ,                       | 19 mars 2017                   | 15 km Libre (Poursuite)        | Marcus Hellner         | Andrew Musgrave        | Sjur Røthe             | Martin Johnsrud Sundby |
| Finales - Classement final                                              | Finales - Classement final     | Finales - Classement final     | Finales - Classement final     | Johannes Høsflot Klæbo | Alex Harvey            | Niklas Dyrhaug         | Martin Johnsrud Sundby |
| Finales                                                                 |                                |                                |                                |                        |                        |                        |                        |

#### Épreuves par équipes
| N° | Lieu        | Date             | Épreuve           | Vainqueur                                                                                      | Deuxième                                                                              | Troisième                                                                              |
| -- | ----------- | ---------------- | ----------------- | ---------------------------------------------------------------------------------------------- | ------------------------------------------------------------------------------------- | -------------------------------------------------------------------------------------- |
| 1  | La Clusaz   | 18 décembre 2016 | Relais 4 x 8 km , | Norvège I - Didrik Tønseth - Martin Johnsrud Sundby - Anders Gløersen - Finn Hågen Krogh       | Russie I - Evgeniy Belov - Alexander Legkov - Aleksey Chervotkin - Sergueï Oustiougov | France I - Jean-Marc Gaillard - Alexis Jeannerod - Clément Parisse - Maurice Manificat |
| 2  | Dobbiaco    | 15 janvier 2017  | Sprint Libre      | Canada - Len Valjas - Alex Harvey                                                              | Suède I - Karl-Johan Westberg - Oskar Svensson                                        | Italie I - Dietmar Nöckler - Federico Pellegrino                                       |
| 3  | Ulricehamn  | 22 janvier 2017  | Relais 4 x 7,5 km | Norvège I - Simen Hegstad Krüger - Martin Johnsrud Sundby - Anders Gløersen - Finn Hågen Krogh | Suède I - Daniel Richardsson - Johan Olsson - Marcus Hellner - Calle Halfvarsson      | Canada - Devon Kershaw - Alex Harvey - Knute Johnsgaard - Len Valjas                   |
| 4  | PyeongChang | 5 février 2017   | Sprint Libre      | Russie I - Andrey Parfenov - Gleb Retivykh                                                     | France - Baptiste Gros - Lucas Chanavat                                               | Russie II - Artiom Maltsev - Nikita Kriukov                                            |

### Femmes

#### Épreuves individuelles
| N°                                                                      | Lieu                           | Date                           | Épreuve                        | Vainqueur                | Deuxième                 | Troisième                | Leader du Général        |
| ----------------------------------------------------------------------- | ------------------------------ | ------------------------------ | ------------------------------ | ------------------------ | ------------------------ | ------------------------ | ------------------------ |
| 1                                                                       | Ruka                           | 26 novembre 2016               | Sprint Classique               | Stina Nilsson            | Maiken Caspersen Falla   | Heidi Weng               | Stina Nilsson            |
| 2                                                                       | Ruka                           | 27 novembre 2016               | 10 km Classique                | Marit Bjørgen            | Krista Pärmäkoski        | Heidi Weng               | Stina Nilsson            |
| 3-Days Tour (2 au 4 décembre 2016)                                      |                                |                                |                                |                          |                          |                          |                          |
| 3                                                                       | Lillehammer                    | 2 décembre 2016                | Sprint Classique               | Heidi Weng               | Maiken Caspersen Falla   | Hanna Falk               | Heidi Weng               |
| 4                                                                       | Lillehammer                    | 3 décembre 2016                | 5 km Libre                     | Jessica Diggins          | Heidi Weng               | Marit Bjørgen            | Heidi Weng               |
| 5                                                                       | Lillehammer                    | 4 décembre 2016                | 10 km Classique (Poursuite)    | Krista Pärmäkoski        | Ingvild Flugstad Østberg | Heidi Weng               | Heidi Weng               |
| 3-Days Tour - Classement final                                          | 3-Days Tour - Classement final | 3-Days Tour - Classement final | 3-Days Tour - Classement final | Heidi Weng               | Ingvild Flugstad Østberg | Krista Pärmäkoski        | Heidi Weng               |
| Fin du 3-Days Tour                                                      |                                |                                |                                |                          |                          |                          |                          |
| 6                                                                       | Davos                          | 10 décembre 2016               | 15 km Libre                    | Ingvild Flugstad Østberg | Heidi Weng               | Krista Pärmäkoski        | Heidi Weng               |
| 7                                                                       | Davos                          | 11 décembre 2016               | Sprint Libre                   | Maiken Caspersen Falla   | Ingvild Flugstad Østberg | Hanna Falk               | Ingvild Flugstad Østberg |
| 8                                                                       | La Clusaz                      | 17 décembre 2016               | 10 km Libre, (Mass-Start)      | Heidi Weng               | Marit Bjørgen            | Ingvild Flugstad Østberg | Heidi Weng               |
| Tour de Ski 2016-2017 (31 décembre 2016 au 8 janvier 2017)              |                                |                                |                                |                          |                          |                          |                          |
| 9                                                                       | Val Mustair                    | 31 décembre 2016               | Sprint Libre                   | Stina Nilsson            | Maiken Caspersen Falla   | Heidi Weng               | Heidi Weng               |
| 10                                                                      | Val Mustair                    | 1er janvier 2017               | 5 km Classique                 | Ingvild Flugstad Østberg | Heidi Weng               | Krista Pärmäkoski        | Heidi Weng               |
| 11                                                                      | Oberstdorf                     | 3 janvier 2017                 | 10 km Skiathlon                | Stina Nilsson            | Jessica Diggins          | Heidi Weng               | Heidi Weng               |
| 12                                                                      | Oberstdorf                     | 4 janvier 2017                 | 10 km Libre (Poursuite)        | Stina Nilsson            | Heidi Weng               | Ingvild Flugstad Østberg | Heidi Weng               |
| 13                                                                      | Dobbiaco                       | 6 janvier 2017                 | 5 km Libre                     | Jessica Diggins          | Krista Pärmäkoski        | Sadie Bjornsen           | Heidi Weng               |
| 14                                                                      | Val di Fiemme                  | 7 janvier 2017                 | 10 km Classique (Mass-Start)   | Stina Nilsson            | Anne Kyllönen            | Charlotte Kalla          | Heidi Weng               |
| 15                                                                      | Val di Fiemme                  | 8 janvier 2017                 | 9 km Libre (Poursuite)         | Heidi Weng               | Elizabeth Stephen        | Kerttu Niskanen          | Heidi Weng               |
| Tour de Ski - Classement final                                          | Tour de Ski - Classement final | Tour de Ski - Classement final | Tour de Ski - Classement final | Heidi Weng               | Krista Pärmäkoski        | Stina Nilsson            | Heidi Weng               |
| Fin du Tour de Ski                                                      |                                |                                |                                |                          |                          |                          |                          |
| 16                                                                      | Dobbiaco                       | 14 janvier 2017                | Sprint Libre                   | Natalia Matveeva         | Maiken Caspersen Falla   | Hanna Falk               | Heidi Weng               |
| 17                                                                      | Ulricehamn                     | 21 janvier 2017                | 10 km Classique                | Marit Bjørgen            | Krista Pärmäkoski        | Charlotte Kalla          | Heidi Weng               |
| 18                                                                      | Falun                          | 28 janvier 2017                | Sprint Libre                   | Stina Nilsson            | Maiken Caspersen Falla   | Heidi Weng               | Heidi Weng               |
| 19                                                                      | Falun                          | 29 janvier 2017                | 15 km Libre (Mass-Start)       | Marit Bjørgen            | Ingvild Flugstad Østberg | Heidi Weng               | Heidi Weng               |
| 20                                                                      | PyeongChang                    | 3 février 2017                 | Sprint Classique               | Anamarija Lampič         | Silje Øyre Slind         | Ida Sargent              | Heidi Weng               |
| 21                                                                      | PyeongChang                    | 4 février 2017                 | 15 km Skiathlon                | Justyna Kowalczyk        | Elizabeth Stephen        | Masako Ishida            | Heidi Weng               |
| 22                                                                      | Otepää                         | 18 février 2017                | Sprint Libre                   | Stina Nilsson            | Maiken Caspersen Falla   | Heidi Weng               | Heidi Weng               |
| 23                                                                      | Otepää                         | 19 février 2017                | 10 km Classique                | Marit Bjørgen            | Charlotte Kalla          | Heidi Weng               | Heidi Weng               |
| Lahti Championnats du monde de ski nordique (25 février au 5 mars 2017) |                                |                                |                                |                          |                          |                          |                          |
| 24                                                                      | Drammen                        | 8 mars 2017                    | Sprint Classique               | Stina Nilsson            | Krista Pärmäkoski        | Hanna Falk               | Heidi Weng               |
| 25                                                                      | Oslo                           | 12 mars 2017                   | 30 km Classique (Mass-Start)   | Marit Bjørgen            | Krista Pärmäkoski        | Kerttu Niskanen          | Heidi Weng               |
| Finales                                                                 |                                |                                |                                |                          |                          |                          |                          |
| 26                                                                      | Québec ,                       | 17 mars 2017                   | Sprint Libre                   | Stina Nilsson            | Maiken Caspersen Falla   | Hanna Falk               | Heidi Weng               |
| 27                                                                      | Québec ,                       | 18 mars 2017                   | 10 km Classique (Mass-Start)   | Marit Bjørgen            | Heidi Weng               | Krista Pärmäkoski        | Heidi Weng               |
| 28                                                                      | Québec ,                       | 19 mars 2017                   | 10 km Libre (Poursuite)        | Marit Bjørgen            | Heidi Weng               | Stina Nilsson            | Heidi Weng               |
| Finales - Classement final                                              | Finales - Classement final     | Finales - Classement final     | Finales - Classement final     | Marit Bjørgen            | Heidi Weng               | Stina Nilsson            | Heidi Weng               |
| Finales                                                                 |                                |                                |                                |                          |                          |                          |                          |

#### Épreuves par équipes
| N° | Lieu        | Date             | Épreuve           | Vainqueur                                                                           | Deuxième                                                                              | Troisième                                                                      |
| -- | ----------- | ---------------- | ----------------- | ----------------------------------------------------------------------------------- | ------------------------------------------------------------------------------------- | ------------------------------------------------------------------------------ |
| 1  | La Clusaz   | 18 décembre 2016 | Relais 4 x 4 km , | Norvège - Ingvild Flugstad Østberg - Marit Bjørgen - Ragnhild Haga - Heidi Weng     | Finlande - Aino-Kaisa Saarinen - Anne Kyllönen - Riitta-Liisa Roponen - Laura Mononen | Suède - Emma Wikén - Stina Nilsson - Maria Rydqvist - Anna Dyvik               |
| 2  | Dobbiaco    | 15 janvier 2017  | Sprint Libre      | Russie I - Yulia Belorukova - Natalia Matveeva                                      | Suède I - Ida Ingemarsdotter - Hanna Falk                                             | Norvège I - Astrid Jacobsen - Maiken Caspersen Falla                           |
| 3  | Ulricehamn  | 22 janvier 2017  | Relais 4 x 5 km   | Norvège I - Ingvild Flugstad Østberg - Heidi Weng - Astrid Jacobsen - Marit Bjørgen | Allemagne - Katharina Hennig - Stefanie Böhler - Victoria Carl - Sandra Ringwald      | Suède I - Ida Ingemarsdotter - Sofia Henriksson - Charlotte Kalla - Hanna Falk |
| 4  | PyeongChang | 5 février 2017   | Sprint Libre      | Suède I - Elin Mohlin - Maria Nordström                                             | Norvège I - Anna Svendsen - Silje Øyre Slind                                          | États-Unis I - Sophie Caldwell - Ida Sargent                                   |